# Barbora Štefková
Barbora Štefková (ur. 4 kwietnia 1995 w Ołomuńcu) – czeska tenisistka.

## Kariera tenisowa
Zwyciężyła w dziewięciu turniejach singlowych oraz dwunastu deblowych w rozgrywkach rangi ITF. Najwyższe miejsce w rankingu WTA Tour w grze pojedynczej – 154. pozycję – osiągnęła 27 lutego 2017 roku. Najwyższe miejsce w rankingu gry podwójnej – 100. pozycję – osiągnęła 14 stycznia 2019 roku.
Tenisistka biorąca głównie udział w zawodach rangi ITF, obecna na kortach od 2011 roku. W październiku 2014 roku po raz pierwszy wzięła udział w rozgrywkach WTA Tour, uczestnicząc w eliminacjach do turnieju w Tianjin. Przegrała w nich w pierwszej rundzie z Liang Chen. W lutym 2015 ponownie wystąpiła w eliminacjach do turnieju w Acapulco, ale też odpadła w pierwszej rundzie. W kwietniu tego samego roku przełamała złą passę i wygrała w pierwszej rundzie kwalifikacji do turnieju w Pradze, pokonując Paulę Kanię.

## Finały turniejów WTA
| Legenda                     | Legenda |
| --------------------------- | ------- |
| Wielki Szlem                |         |
| Igrzyska olimpijskie        |         |
| WTA Tour Championships      |         |
| 2009 – 2020                 |         |
| WTA Premier Mandatory       |         |
| WTA Premier 5               |         |
| WTA Premier                 |         |
| WTA International Series    |         |
| WTA 125K series (2012–2020) |         |

### Gra podwójna 3 (0–3)
| Końcowy wynik | Nr | Data             | Turniej     | Nawierzchnia | Partnerka             | Przeciwniczki                              | Wynik finału   |
| ------------- | -- | ---------------- | ----------- | ------------ | --------------------- | ------------------------------------------ | -------------- |
| Finalistka    | 1. | 10 czerwca 2018  | Bol         | Ceglana      | Sílvia Soler Espinosa | Mariana Duque Mariño Wang Yafan            | 3:6, 5:7       |
| Finalistka    | 2. | 24 czerwca 2018  | Santa Ponça | Trawiasta    | Lucie Šafářová        | Andreja Klepač María José Martínez Sánchez | 1:6, 6:3, 3–10 |
| Finalistka    | 3. | 4 listopada 2018 | Mumbaj      | Twarda       | Bibiane Schoofs       | Nateła Dzałamidze Wieronika Kudiermietowa  | 4:6, 6:7(4)    |

## Wygrane turnieje rangi ITF
| turnieje z pulą nagród 100 000 $ |
| turnieje z pulą nagród 75 000 $  |
| turnieje z pulą nagród 50 000 $  |
| turnieje z pulą nagród 25 000 $  |
| turnieje z pulą nagród 15 000 $  |
| turnieje z pulą nagród 10 000 $  |

### Gra pojedyncza
|    | Data       | Turniej       | ($)    | Naw.   | Finalistka              | Wynik         |
| 1. | 31/08/2013 | Caslano       | 10 000 | ziemna | Chiara Grimm            | 6:3, 6:1      |
| 2. | 24/05/2014 | Ramle         | 10 000 | twarda | Margarita Lazareva      | 6:1, 6:3      |
| 3. | 31/05/2014 | Netanja       | 10 000 | twarda | Saray Sterenbach        | 7:6(4), 6:3   |
| 4. | 14/06/2014 | Banja Luka    | 10 000 | ziemna | Daiana Negreanu         | 6:2, 6:2      |
| 5. | 06/12/2014 | Tel Awiw-Jafa | 10 000 | twarda | Deniz Khazaniuk         | 6:2, 6:0      |
| 6. | 06/06/2015 | Andiżan       | 25 000 | twarda | Wieronika Kudiermietowa | 7:5, 6:3      |
| 7. | 28/11/2015 | Tel Awiw-Jafa | 10 000 | twarda | Olga Doroshina          | 6:1, 6:4      |
| 8. | 16/04/2016 | Stambuł       | 50 000 | twarda | Anastasija Piwowarowa   | 7:5, 2:6, 6:1 |
| 9. | 04/06/2016 | Namangan      | 25 000 | twarda | Ksienija Łykina         | 7:5, 7:5      |